# أكاديمية السينما في فيينا
أكاديمية السينما في فيينا (Filmakademie Wien) هي معهد السينما والتلفزيون التابع لجامعة الموسيقى والفنون التعبيرية في فيينا.

## المقررات
البرامج المقدمة (بكالوريوس/ماجستير) هي:
- الإخراج
- كتابة السيناريو
- التصوير السينمائي
- التحرير
- الإنتاج

يوجد أيضًا مقرر خاص بالفن الرقمي والتركيب الفيديوي (ماجستير فقط).
خلال العامين الأولين من الدراسة، يأخذ الطلاب دروسًا في جميع البرامج، قبل أن يتخصصوا في مجال الدراسة الذي تقدموا إليه.

## روابط خارجية
- موقع أكاديمية فيلم فيينا (ألماني)
- أكاديمية مهرجان السينما الدولية فيينا